# Catoni
Sebastião Vitorino Teixeira dos Santos (Ouro Preto, 13 de maio de 1930 – Rio de Janeiro, 8 de agosto de 1999) foi um compositor, cantor, sanfoneiro e instrumentista brasileiro.

## Vida
A família transferiu-se para o subúrbio de Jacarepaguá, no Rio de Janeiro, quando completou 13 anos. O pseudônimo Catoni lhe foi dado por ter morado com uma família italiana. 
Trabalhou como serralheiro de ferro e alumínio. Falava nagô fluentemente, língua que aprendeu com a avó, ex-escrava, que viveu 100 anos. Pertenceu à Ala dos Compositores da Escola Vai Se Quiser, que mais tarde se uniu à Escola Corações Unidos de Jacarepaguá formando o Grêmio Recreativo União de Jacarepaguá, conhecida na época como Vai Se Quiser. Totalizou 12 sambas-enredos compostos para essas escolas. Mais tarde, em 1966, levado por Natal da Portela, ingressou na Ala dos Compositores da Escola de Samba Portela. 
Em 2013, foi citado em verbete no livro "Frutos da Terra: Sambas e Compositores Iguaçuanos", organizado por Otair Fernandes e Edna Inácio da Silva e Silva, publicado pelo Núcleo LEAFRO (Laboratório de Estudos Afro-brasileiro e Indígenas, da Universidade Federal Rural do Rio de Janeiro.

### Morte
Faleceu em 1999, sendo sepultado no cemitério da Pechincha, Zona Oeste do Rio de Janeiro. 

## Discografia
- (2001) Em casa • Selo Arrent Mermo Records • CD
- (1997) Tomando de assalto • Independente • CD
- (1974) Olé do partido alto • Tapecar • LP